# Hold On Tight
Hold On Tight è il primo album in studio del gruppo musicale pop rock statunitense Hey Monday, pubblicato nel 2008.

## Tracce
Testi di Cassadee Pope, musica degli artisti indicati.
1. Set Off – 3:27 (musica: Mike Gentile, Sam Hollander, Dave Katz, Pope)
2. How You Love Me Now – 3:18 (musica: Hollander, Katz, Pope, Butch Walker)
3. Homecoming – 3:58 (musica: William Beckett, Hollander, Katz, Pope)
4. Obvious – 3:29 (musica: Hollander, Katz, Pope)
5. Candles – 2:55 (musica: Gentile, Hollander, Katz, Pope)
6. Run, Don't Walk – 3:43 (musica: Hollander, Katz, Pope)
7. Josey – 3:19 (musica: Gentile, Pope)
8. Hurricane Streets – 3:07 (musica: Gentile, Hollander, Katz, Pope)
9. Arizona – 3:37 (musica: Gentile, Hollander, Katz, Pope)
10. Should've Tried Harder – 3:07 (musica: Pope)
11. 6 Months – 3:37 (musica: Pope)

## Formazione
- Cassadee Pope - voce
- Mike Gentile - chitarra
- Alex Lipshaw - chitarra
- Bobby Nolan - tastiere
- Michael Moriarty - basso, cori
- Elliot James - batteria, cori